# Le Fossé
Le Fossé ist eine Commune déléguée in der französischen Gemeinde Forges-les-Eaux mit 486 Einwohnern (Stand 1. Januar 2022) im Département Seine-Maritime in der Region Normandie.
Die Gemeinde Le Fossé wurde am 1. Januar 2016 nach Forges-les-Eaux eingemeindet. Sie hat seither den Status einer Commune déléguée.
Die früheren Nachbargemeinden (von Norden aus im Uhrzeigersinn) waren Le Thil-Riberpré, Longmesnil, La Bellière (Seine-Maritime), La Ferté-Saint-Samson, Mauquenchy und Forges-les-Eaux.

## Bevölkerungsentwicklung
| Jahr            | 1962 | 1968 | 1975 | 1982 | 1990 | 1999 | 2006 | 2013 |
| Einwohner       | 386  | 384  | 377  | 303  | 359  | 381  | 444  | 497  |
| Quelle: cassini |      |      |      |      |      |      |      |      |